# فابريس كاترين
فابريس كاترين (12 مايو 1973 في فرنسا - ) (بالفرنسية: Fabrice Catherine)‏ هو لاعب كرة قدم فرنسي في مركز حراسة المرمى. لعب مع إشتوريل برايا وستاد رين وستاد لافال ونادي تشيربورغ ونادي تور ونادي سيدان ونادي كاين.

## وصلات خارجية
- فابريس كاترين على موقع قاعدة بيانات كرة القدم.إي يو (الإنجليزية)
- فابريس كاترين على موقع Soccerway.com (الإنجليزية)
- فابريس كاترين على موقع عالم كرة القدم.نت (الإنجليزية)
- فابريس كاترين على موقع GSA (الإنجليزية)